# ESA CAVES

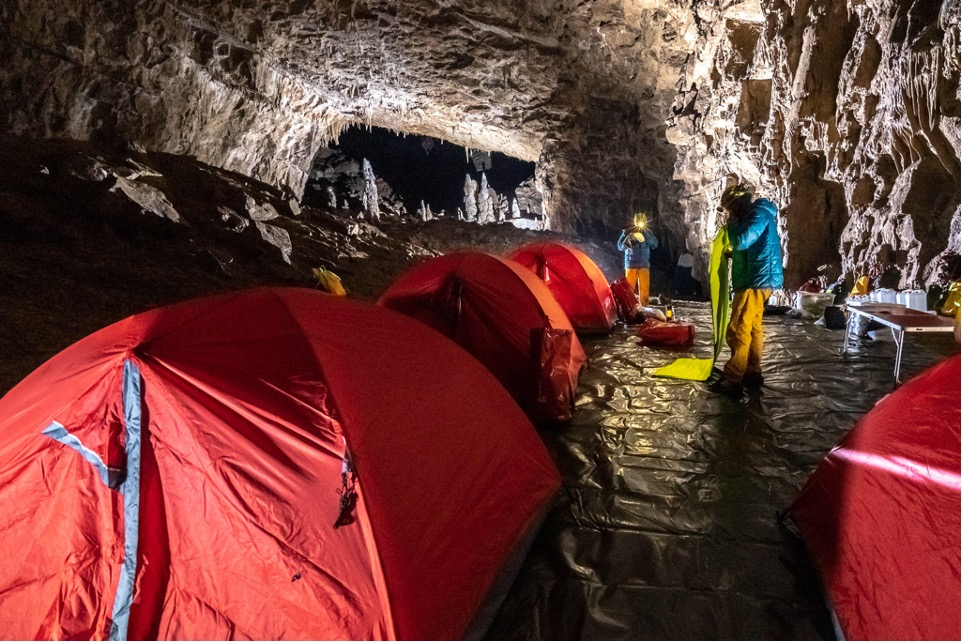
Campo base di CAVES 2019

CAVES (acronimo di Cooperative Adventure for Valuing and Exercising human behaviour and performance Skills, lett. "Avventura cooperativa per valorizzare e esercitare il comportamento umano e le capacità di prestazione") è un corso di addestramento per astronauti dell'Agenzia spaziale europea (ESA) in cui gli astronauti europei e internazionali si addestrano in grotta, un ambiente per alcune caratteristiche simile a quello spaziale. Il corso è stato ideato presso il Centro europeo degli astronauti (EAC) per preparare gli astronauti a operazioni spaziali di lunga durata sicure ed efficienti attraverso una missione scientifica e esplorativa realistica all'interno di un equipaggio multiculturale come sulla ISS.
Ogni corso di addestramento dura circa tre settimane. Nelle prime due settimane i cosiddetti cavenauti vengono istruiti delle conoscenze tecniche e scientifiche necessarie per lavorare in modo efficace e sicuro nell'ambiente sotterraneo e visitano alcune grotte semplici per ambientarsi alle condizioni che troveranno durante la loro spedizione. In seguito, trascorrono sei giorni esplorando ininterrottamente un complesso sistema di grotte. Lo scopo principale della missione è quello di migliorare la loro comunicazione, il processo decisionale, la risoluzione dei problemi, la leadership e le dinamiche di squadra durante una vera e propria missione con equipaggio eseguita in un ambiente simile allo spazio.

## Luogo
Le prime cinque edizioni di CAVES (2011, 2012, 2013, 2014, e 2016) si sono svolte in diverse grotte della Sardegna, in un sistema carsico all'interno della regione del Supramonte del Parco Nazionale del Gennargentu. Le rocce più comuni nella zona sono calcaree e dolomite.
L'edizione CAVES 2019 è stata svolta nel "Carso Classico", area carsica di fama mondiale che si trova tra l'Italia e la Slovenia. Qui il corso si avvale delle strutture rese disponibili dallo Skočjanske Caves Regional Park e le attività in campo si svolgono in diverse grotte lungo il corso sotterraneo del fiume Timavo, sia in Italia che in Slovenia.

## Obiettivi

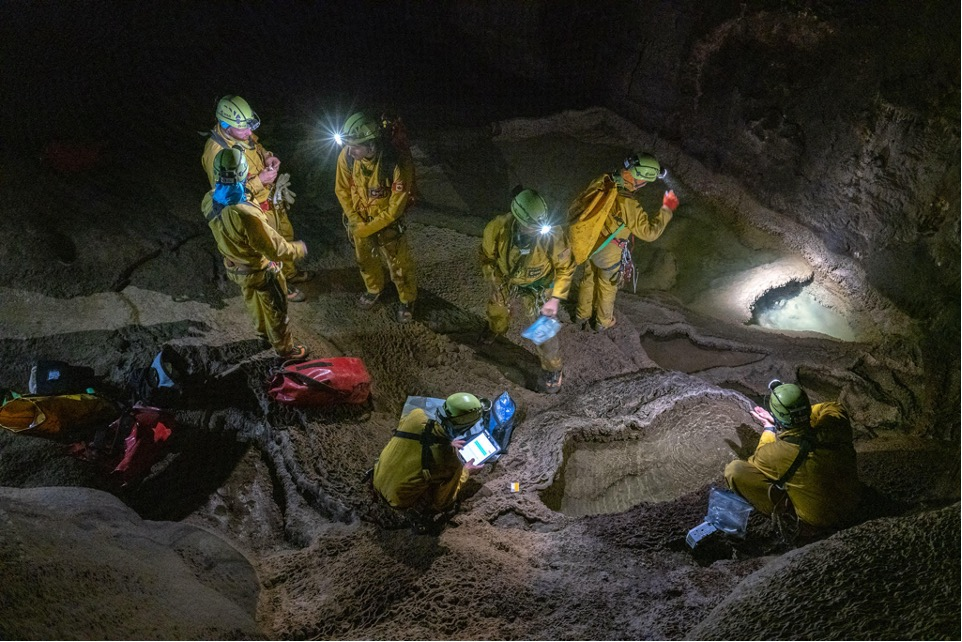
Gli astronauti cercano dei campioni microbiologici e di acqua durante CAVES

Il corso di addestramento CAVES sostiene i seguenti obiettivi formativi per i partecipanti:
- Lavorare insieme efficacemente in un ambiente impegnativo;
- Adattarsi alla mancanza di comfort e privacy;
- Esplorare la grotta;
- Condurre ricerche scientifiche e tecnologiche;
- Gestire i problemi logistici e le risorse limitate;
- Affrontare gli effetti psicologici della missione[7][8];
- Gestire situazioni critiche;
- Essere consapevoli dei requisiti di sicurezza in ogni momento;
- Addestrare i partecipanti alle capacità di leadership.

## Ambiente simile a quello spaziale

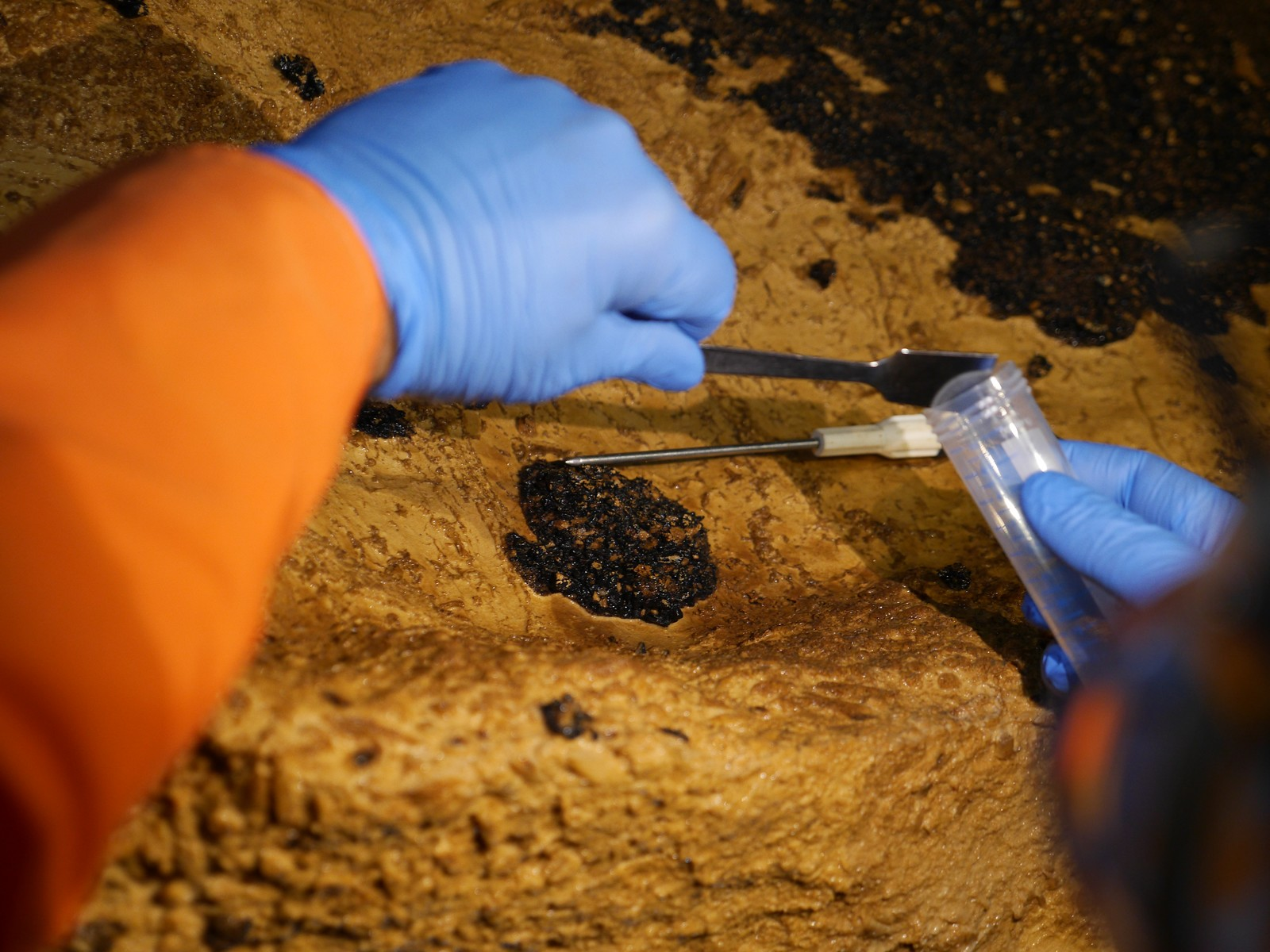
Campioni microbiologici

L'ambiente in grotta risulta essere un eccezionale analogo con quello spaziale, in quanto permette di ricreare sulla Terra la maggior parte degli elementi stressanti e le caratteristiche specifiche che si incontrano in volo spaziale di lunga durata. Questi elementi peculiari comprendono:
- Ambiente sconosciuto/non familiare – l'equipaggio conosce la grotta solo grazie a quello che le spedizioni precedenti hanno trovato e documentato.
- Oscurità permanente/necessità di illuminazione artificiale.
- Mancanza di parametri temporali – questa è una conseguenza diretta della condizione di oscurità permanente nella grotta.
- Alterazione del ritmo circadiano e disturbi del sonno – la mancanza di riferimenti temporali e strutture limitate influenzano la qualità del sonno e la lunghezza dei cicli.
- Alterazione sensoriale/privazione – oltre ad essere al buio, le grotte non forniscono neanche alcuno stimolo uditivo e olfattivo.
- Privacy limitata – gli spazi ristretti e limitati non offrono molto spazio per la privacy o per mantenere gli spazi tra i membri del team.
- Aspetti sociali e culturali/dimensione dell'equipaggio – il team è composto dagli astronauti ESA, NASA, Roscosmos, CSA, JAXA e CNSA, quindi le dinamiche di squadra che emergono durante la missione sono simili a quelle attese in una missione spaziale cooperativa internazionale.

- Risorse limitate/igiene – la logistica dei trasporti all'interno della grotta è estremamente complessa, si possono trasportare all'interno solo un numero limitato di provviste.

- Isolamento/comunicazione limitata con il mondo esterno – l'equipaggio può contare solo su una linea telefonica fino a poco oltre il campobase o dispositivi radio che funzionano solo in luoghi specifici.
- Reale pericolo fisico – anche attuando tutte le misure di sicurezza ragionevoli, le grotte presentano comunque rischi di caduta, scivolamento, rimanere bloccati da frane o inondazioni e i partecipanti devono prestare costante attenzione a questi aspetti.

- Limitata capacità di interruzione missione/salvataggio – data la complessità dell'ambiente, sia le operazioni di evacuazione che di salvataggio richiedono diverse ore o addirittura giorni di pianificazione.

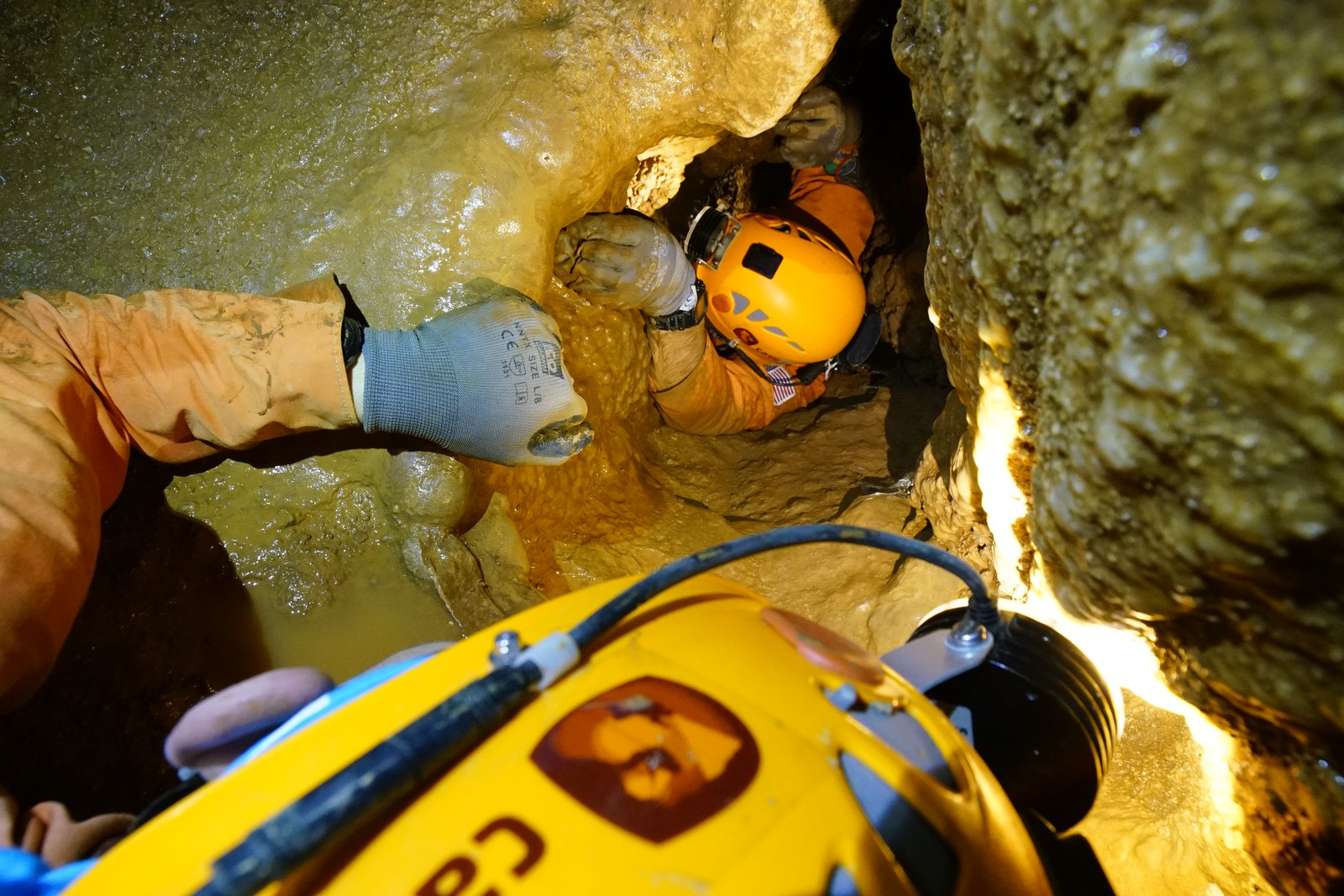
Gli astronauti in una strettoia durante l'addestramento nella grotta

Un altro aspetto analogo allo spazio riguarda la progressione degli astronauti, cioè il modo in cui si muovono all'interno della grotta. Le tecniche speleologiche impiegate hanno dei principi di sicurezza simili a quelli delle EVA, come la necessità di essere attaccati ad una superficie sicura – la parete della grotta in CAVES, l'ISS o la navicella nello spazio. Infine, la missione con equipaggio svolta durante l'esplorazione ha diversi elementi in comune con le operazioni della ISS, tra cui una sequenza temporale di attività, chiamate di pianificazione giornaliera al team di supporto a terra, procedure standardizzate e moduli per la raccolta dei dati.

## Missione
Nello stesso modo in cui gli astronauti nello spazio trascorrono una parte importante del loro tempo a svolgere ricerca scientifica, anche i cavenauti hanno il compito di svolgere diversi esperimenti e attività durante l'esplorazione della grotta. Lo svolgimento di ricerca scientifica e tecnologica è l'obiettivo secondario dell’addestramento CAVES, oltre alla formazione della squadra. Il terzo obiettivo consiste nell'esplorazione e nella documentazione delle aree precedentemente sconosciute della grotta.

### Programma di missione
- Geologia (analisi delle proprietà chimiche e fisiche dell'acqua, conteggio del tasso di gocciolamento);
- Ambiente (misurazione della temperatura/umidità relativa/vento/pressione/concentrazione di CO2/concentrazione di radon);
- Microbiologia (campionamento di microrganismi nel suolo e sulle superfici per una coltivazione successiva);Nuova specie, Alpioniscus sideralis, scoperta dagli astronauti durante un addestramento CAVES

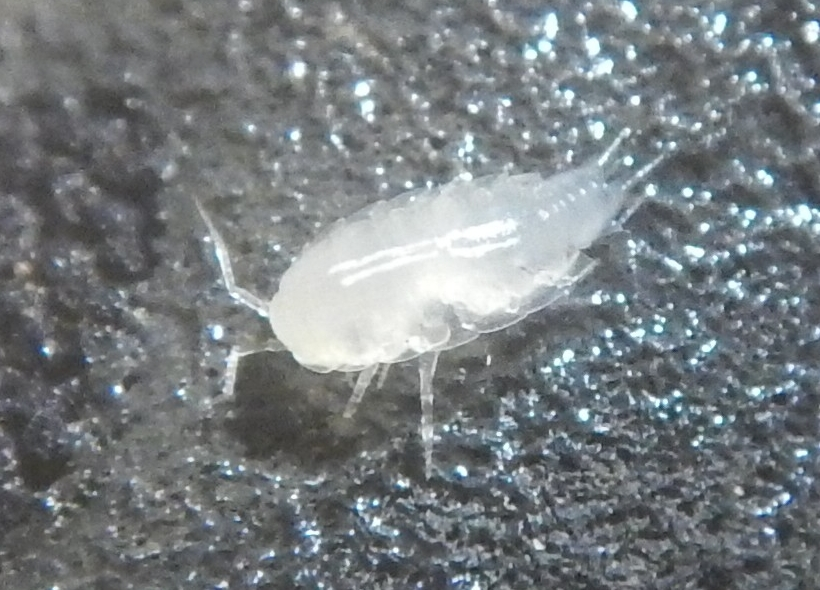
Nuova specie, Alpioniscus sideralis, scoperta dagli astronauti durante un addestramento CAVES

- Biologia (conteggio e campionatura della fauna terrestre e acquatica nella grotta, ricerca di microcrostacei);
- Test tecnologici (dispositivi di comunicazione sotterranei, sensori di fisiologia);
- Documentazione in grotta (foto e rilevamento 3D della grotta, modellazione fotogrammetrica degli speleotemi più rilevanti).

### Risultati
Uno dei risultati scientifici più importanti è la scoperta di una specie precedentemente sconosciuta di crostacei del genere Alpioniscus che vivono nella grotta.
Tutti gli altri risultati sono disponibili nell'ESA Erasmus Experiment Archive, diviso per anno:
EEA CAVES 2011, EEA CAVES 2012, EEA CAVES 2013, EEA CAVES 2014, EEA CAVES 2016.

## Partecipanti
Diversi ruoli e responsabilità sono assegnati ai partecipanti per la missione, secondo il loro background, esperienza e interessi.
I ruoli possibili, in linea con il programma di missione, includono: comandante di missione, gestore del campo base, scienziato, ingegnere dei dati, ingegnere fotografico e ingegnere del rilevamento.
Tutti i partecipanti sono astronauti – sia veterani che principianti – se non menzionato diversamente.

### CAVES 2011
- Randolph Bresnik – NASA
- Sergej Ryžikov – Roscosmos
- Norishige Kanai – JAXA
- Tim Peake – ESA
- Thomas Pesquet – ESA[10][11]

### CAVES 2012
- Michael Fincke – NASA
- Andrew Feustel – NASA
- Nikolaj Tichonov – Roscosmos
- Soichi Noguchi – JAXA
- David Saint-Jacques – CSA
- Andreas Mogensen – ESA[12][13]

### CAVES 2013
- Jeremy Hansen – CSA
- Michael Barratt – NASA
- Jack Fischer – NASA
- Aleksej Ovčinin – Roscosmos
- Satoshi Furukawa – JAXA
- Paolo Nespoli – ESA[3]

### CAVES 2014
- Scott Tingle – NASA
- Aleksandr Misurkin – Roscosmos
- Sergej Kud'-Sverčkov – Roscosmos
- Luca Parmitano – ESA
- Matthias Maurer  – ESA (Eurocom al momento della missione, dal 2015 astronauta)[14][15]

### CAVES 2016
- Jessica Meir – NASA
- Ricky Arnold – NASA
- Sergej Korsakov – Roscosmos
- Akihiko Hoshide – JAXA
- Ye Guangfu – CNSA
- Pedro Duque – ESA[16][17][18][19]

### CAVES 2019
- Joshua Kutryk – CSA
- Alexander Gerst – ESA
- Jeanette Epps – NASA
- Joseph Acaba – NASA
- Takuya Ōnishi  – JAXA
- Nikolaj Čub – Roscosmos[6]